# Djadji Daffe
Djadji Daffe (Parigi, 4 novembre 1983) è un ex giocatore di football americano francese che ha giocato come offensive lineman.